# Клінтон Моррісон
Клінтон Моррісон (англ. Clinton Morrison; нар. 14 травня 1979, Тутінг) — ірландський футболіст, нападник клубу «Ексетер Сіті».
Насамперед відомий виступами у Англійській прем'єр-лізі за клуби «Бірмінгем Сіті» та «Крістал Пелес», а також національну збірну Ірландії. Всю іншу кар'єру провів у нижчолігових англійських клубах.

## Клубна кар'єра
Вихованець футбольної школи клубу «Крістал Пелес». Дебютував за основний склад «кришталевих» 10 травня 1998 року, вийшовши на заміну в матчі Прем'єр-ліги з «Шеффілд Венсдей» і забивши гол. У сезоні 1998/99, який клуб вже розпочав у другому за рівнем дивізіоні Англії, Клінтон відзначився 13 разів, а в наступному сезоні забив 14 м'ячів.
У сезоні 2001/02 Моррісон забив 24 голи, після чого був придбаний «Бірмінгем Сіті», що виступав у Прем'єр-Лізі. Перебування в «Бірмінгемі» видався досить невдалим для Клінтона — тільки 14 м'ячів у 87 матчах чемпіонату. 24 серпня 2005 року він повернувся в «Крістал Пелес». За три роки в «Пелес» форвард забив 41 м'яч у чемпіонаті, а за загальною кількістю забитих за клуб голів — 113, став п'ятим гравцем в історії команди.
В кінці сезону 2007/08 у Моррісона закінчувався контракт з «Крістал Пелес», і він висловив бажання його продовжити. Проте головний тренер Ніл Ворнок сказав, що гарантувати форварду місце в основі не може, і Клінтон 7 серпня підписав дворічну угоду з іншим клубом Чемпіоншіпу — «Ковентрі Сіті», який запропонував футболісту кращі фінансові умови.
Клінтон у сезоні 2008/09 виступав у футболці під номером 19, на якій між «одиницею» і «дев'яткою» стояв знак «плюс» (таким чином, на футболці напис «1+9»). Причиною цього було те, що сума 1 і 9 дорівнювала 10, номером Моррісона в «Крістал Пелас». У сезоні 2009/10 Клінтон виступав у футболці з номером 11. В кінці сезону 2009/10 Моррісон висловив бажання продовжити контракт, але «Ковентрі Сіті» не уклало з гравцем новий контракт.
У липні 2010 року Клінтон підписав дворічний контракт з «Шеффілд Венсдей», який тільки що вилетів у Першу лігу, третій за рівнем дивізіон країни. Він забив у першому ж матчі за новий клуб. До кінця сезону 2010/11 Моррісон у зв'язку з приходом нового головного тренера і гравців втратив місце у складі «Венсдей», тому у вересні 2011 року перейшов в оренду строком на 1 місяць в «Мілтон Кінс Донс». Він провів 6 матчів і відзначився 3 рази. Крім того. в березні 2012 року Клінтон приєднався до «Брентфорда» до кінця сезону на правах оренди.
16 липня 2012 року на правах вільного агента підписав контракт на два роки з «Колчестер Юнайтед» і за цей час зіграв за команду з Колчестера 65 матчів в першій лізі.
З літа 2014 року став виступати за клуб «Лонг Ітон Юнайтед» з дев'ятого за рівнем дивізіону Англії, проте вже в листопаді того ж року повернувся до професійного футболу, ставши гравцем клубу «Ексетер Сіті» з другої ліги.

## Виступи за збірну
Крім збірної Англії, країни, де він народився, Клінтон міг виступати за збірні Ямайки, Тринідаду і Тобаго або Ірландії. Він обрав збірну Ірландії, тому що його бабуся була з Дубліна.
За збірну Моррісон дебютував 15 серпня 2001 року в матчі зі збірною Хорватії, вийшовши на заміну і відзначившись забитим м'ячем. Клінтон був включений в заявку на чемпіонат світу 2002 року в Японії і Південній Кореї, але не провів на турнірі жодної хвилини.
Перший гол в офіційній зустрічі Моррісон провів у вересні 2002 року у ворота збірної Росії . Клінтон став провідним гравцем збірної в матчах кваліфікації до чемпіонату світу в Німеччині, забивши 3 м'ячі. Однак ірландці зайняли 4 місце в групі і на турнір не потрапили.
Всього провів у формі головної команди країни 36 матчів, забивши 9 голів.